# Coleophora ptarmicia
Coleophora ptarmicia é uma espécie de mariposa do gênero Coleophora pertencente à família Coleophoridae.